# KkStB 42 sorozatú szerkocsi
A kkStB 42 sorozatú szerkocsi egy szerkocsitípus volt a cs. kir. Államvasutak (kkStB)-nél, melyek  eredetileg a Böhmischen Westbahn (BWB).tól származtak.
A BWB ezeket a szerkocsikat a BNB IIa sorozatú  mozdonyaihoz rendelte.
A szerkocsikat a Floridsdorfi Mozdonygyár (2 db) és a Bécsújhelyi Mozdonygyár (6 db) készítette.
A MNM a B sorozataszámot és a 50–51, 59–62 , 69–70 pályaszámokat adta nekik.
A kkStB aátszámozta őket 42.01–08 pályaszámúakká de továbbra is a 103 sorozatú mozdonyokkal üzemeltek
Az első világháború után a még meglévő 5 db a CSDhoz került.

## Fordítás
- Ez a szócikk részben vagy egészben  a   kkStB Tenderreihe 42 című német Wikipédia-szócikk fordításán alapul.  Az eredeti cikk szerkesztőit annak laptörténete sorolja fel. Ez a jelzés csupán a megfogalmazás eredetét és a szerzői jogokat jelzi, nem szolgál a cikkben szereplő információk forrásmegjelöléseként. Az eredeti szócikk forrásai szintén ott találhatóak.